# هاري روبرتسون (كاتب)
هاري روبرتسون (بالإنجليزية: Harry Robertson)‏ هو كاتب سيناريو وكاتب وملحن بريطاني، ولد في 19 نوفمبر 1932 في إلغين في المملكة المتحدة، وتوفي في 17 يناير 1996 في واندزورث في المملكة المتحدة.

## وصلات خارجية
- هاري روبرتسون على موقع IMDb (الإنجليزية)
- هاري روبرتسون على موقع ميوزك برينز (الإنجليزية)
- هاري روبرتسون على موقع ميوزك برينز (الإنجليزية)
- هاري روبرتسون على موقع أول ميوزيك (الإنجليزية)
- هاري روبرتسون على موقع ديسكوغز (الإنجليزية)
- هاري روبرتسون على موقع قاعدة بيانات الفيلم (الإنجليزية)